# طائفية
الطائفية مصطلح يُستخدم للإشارة إلى الانتماء المتعصب أو الولاء المفرط لطائفة دينية أو مذهبية معينة، ويُطلق عادة على السلوكيات والأيديولوجيات التي تعزز الانقسامات داخل المجتمع على أساس الانتماءات الدينية أو المذهبية. قد تتخذ الطائفية أشكالًا متعددة، تتراوح بين التعصب اللفظي والتمييز المؤسسي، وقد تصل إلى حد النزاعات المسلحة.

## الأصل اللغوي
الطائفية لغةً مشتقة من "الطائفة"، وهي الفرقة أو الجماعة. أما اصطلاحًا، فتعني الانحياز المفرط لجماعة دينية أو مذهبية على حساب بقية الجماعات، مع ما يصاحب ذلك من استبعاد أو اضطهاد للآخرين.
وقد يشمل مصطلح الطائفية معاني سلبية مثل التحامل، والانغلاق، وعدم التسامح تجاه الطوائف الأخرى.

## التاريخ
عرفت المجتمعات الإنسانية مظاهر الطائفية منذ القدم. ففي العصور الوسطى الأوروبية، نشأت صراعات عنيفة بين الكاثوليك والبروتستانت.
وفي العالم الإسلامي، نشأت انقسامات مذهبية بين السنة والشيعة، وكانت أحيانًا تُستغل لأغراض سياسية أكثر مما هي دينية بحتة.
وقد شهدت الحقبة العثمانية، وكذلك الحقبة الاستعمارية، سياسات قائمة على إدارة التنوع الطائفي بما يخدم مصلحة السلطتين المركزية أو الاستعمارية.

## الطائفية في التاريخ

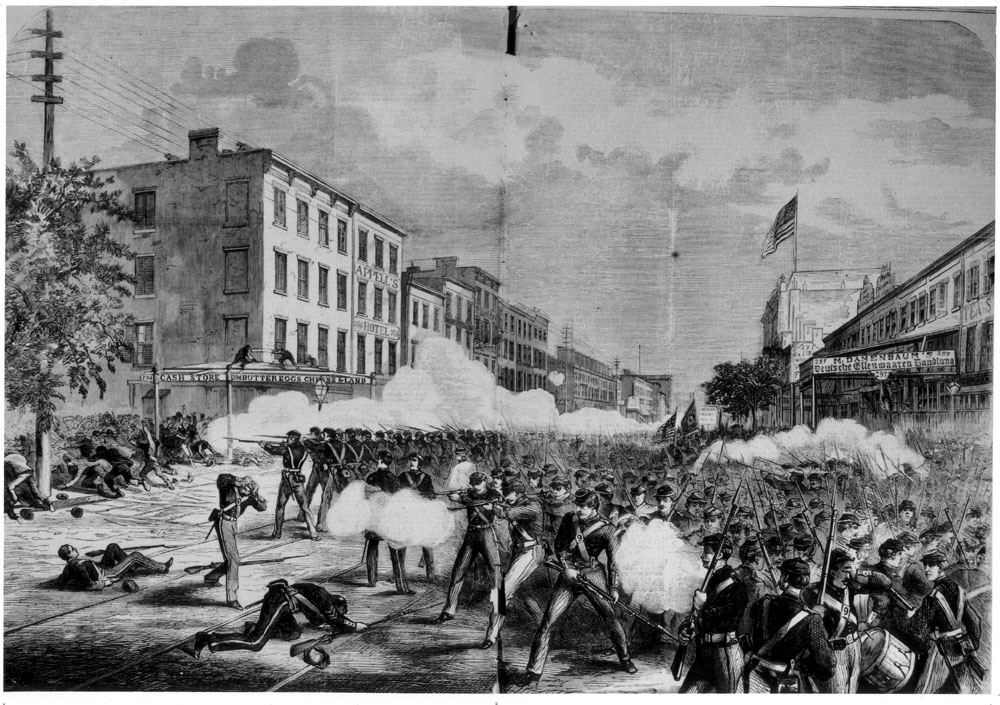
عام 1871، حرّض الإيرلنديون البروتستانت أحداث أورانج ريوتس في نيويورك، حيث قُتل 63 مواطنًا أغلبهم من الإيرلنديين الكاثوليك نتيجة لأعمال الشرطة.

لطالما يعيش الناس من مختلف الأديان على مقربة من بعضهم البعض، فبإمكان الطائفية الدينية أن تتواجد بينهم في كثير من الأحيان بأشكال ودرجات مختلفة. في بعض المناطق، تتعايش الطوائف الدينية المختلفة (مثل المسيحيين البروتستانت والكاثوليكيين) بشكل سلمي، بالرغم من ترافق هذه الاختلافات مع العنف والموت والحرب الصريحة في التسعينات. قد يكون المثال الأشهر في الآونة الأخيرة هو النزاع المدعى بـ «المشاكل» (The Troubles).

### أوروبا
نشب صراع طائفي متفاوت الشدّة في إيرلندا قبل فترة طويلة من حدوث الإصلاح البروتستانتي، والذي يعود بتاريخه إلى القرن الثاني عشر. ترتبط الطائفية إلى درجة معينة مع القومية، الأمر الذي اشتد إلى حدّ ما في أيرلندا الشمالية منذ بدايات القرن السابع عشر من خلال الاستعمار المنظم الذي أطلق عليه «غرس أولستر» في فترة حكم جيمس الأول، مع توتراته الدينية والمذهبية الطائفية التي دامت بشكل ما حتّى يومنا هذا. وقد ترجم ذلك إلى أجزاء من بريطانيا العظمى، بشكل أكثر وضوحًا في ليفيربول وغرب اسكتلندا التي كانت قريبة جغرافيًّا من إيرلندا الشمالية، وحيث انغمس عشّاق نوادي كرة القدم الأكثر شهرة، هما نادي سلتيك (والذي كان ينتمي للكاثوليكيين حينها) ونادي رينجرز (والذي انتمى للبروتستانت)، انغمسوا في السلوك الاستفزازي والطائفي.
اضطهدت بعض الدول الكاثوليكية البروتستانت تاريخيًّا باعتبارهم منشقّين عن العقيدة. على سبيل المثال، طرد التجمع البروتستانتي الأساسي في فرنسا من المملكة في ثمانينات القرن السابع عشر بعد إلغاء مرسوم نانت. في اسبانيا، سعت محاكم التفتيش إلى استئصال المارانوس (crypto-Jews) بالإضافة إلى المورسكيين (crypto-Muslims)، كما عقدت محاكم التفتيش (البابوية) في أماكن أخرى لنفس الأسباب.

### أفريقيا
قُتل ما يقارب 1000 مسلم ومسيحي إثر العنف الطائفي في حرب جمهورية أفريقيا الوسطى الأهلية عام 2013-2014. كما هُجّر تقريبًا مليون شخص أو ما يعادل ربع تعداد السكّان.

### أستراليا
تاريخ الطائفية في أستراليا يعود إلى بداية الاستيطان الأوروبي في القرن الثامن عشر، حيث كانت هناك توترات دينية بين الكاثوليك ذوي الأصل السّلتي والبروتستانت من أصل إنجليزي. في القرن العشرين، كانت هناك أيضًا توترات دينية واجتماعية متعلقة بالمهاجرين المسلمين، خاصة في ظل السياقات السياسية التي ارتبطت برهاب الإسلام.

### اليابان
في اليابان، كانت الطائفية الدينية تتجسد في فترات معينة من التاريخ بين الطوائف البوذية المختلفة، حيث شهدت اليابان العديد من النزاعات الداخلية بين مدارس البوذية المختلفة، خاصة خلال القرنين السادس عشر والسابع عشر. كانت هذه النزاعات تتسم بالعنف الذي كان يرافقه قمع السلطة الحاكمة.

### باكستان

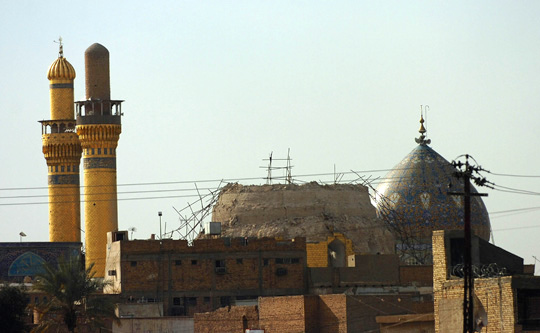
مسجد العسكري (ضريح الإمامين علي الهادي والحسن العسكري) أحد أقدس المقامات عند شيعة الإسلام، بعد الهجوم الأول للقاعدة المنتسبة لتنظيم القاعدة في العراق عام 2006

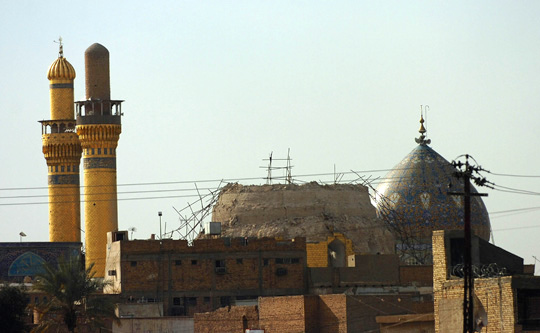
مسجد العسكري (ضريح الإمامين علي الهادي والحسن العسكري) أحد أقدس المقامات عند شيعة الإسلام، بعد الهجوم الأول للقاعدة المنتسبة لتنظيم القاعدة في العراق عام 2006

شهدت باكستان، واحدة من أكبر الدول الإسلامية، عنفًا طائفيًا بين السنة والشيعة، حيث يشكل السنة حوالي 80-85% من السكان، بينما يشكل الشيعة حوالي 10-15%. وعلى الرغم من هذه الأقلية الشيعية الكبيرة، فإنها تشكل ثاني أكبر تعداد للشيعة في العالم بعد إيران. 
نتج عن النزاع الطائفي في باكستان أكثر من 4000 قتيل في العقدين الأخيرين، بالإضافة إلى العديد من الضحايا في هجمات أخرى مثل الهجوم على مسجد العسكري في 2006. 

#### الدولة العثمانية
في الدولة العثمانية، كانت هناك العديد من الصراعات الطائفية بين الشيعة والسنة، أبرزها تمرد الشاه قولي، الذي قوبل برد عنيف من العثمانيين في القرن السابع عشر. قتل في هذه الفتنة ما يزيد عن 40,000 شخص، وهي واحدة من العديد من الأزمات الطائفية التي شهدتها الدولة العثمانية.

## انظر ايضًا
- تطرف
- عنصرية
- الإرهاب الفكري

## وصلات خارجية
- الطائفة والطائفية: المفهوم- الواقع- المأمول (القسم الثاني)  بقلم كاظم شبيب الشبيب - شبكة أم الحمام